# دايان (بني مطر)

تعديل مصدري - تعديل

دايان هي إحدى قرى عزلة ديان بمديرية بني مطر التابعة لمحافظة صنعاء، بلغ تعداد سكانها 300 نسمة حسب تعداد اليمن لعام 2004.